# Susie Castillo
Susie Castillo (née le 27 octobre 1979) est un mannequin américain, devenue Miss Massachusetts 2003 puis Miss USA 2003. Elle a poursuivi une carrière dans les médias.

## Filmographie
Sauf indication contraire, les informations mentionnées dans cette section peuvent être confirmées par la base de données cinématographiques IMDb,  présente dans la section « Liens externes ».

### Cinéma
- 2007 : Underdog, chien volant non identifié de Frederik Du Chau : Diana Flores
- 2009 : Miss California USA: I Believe de John Stewart Muller : ?
- 2010 : PSA: An Important Message from Women EVERYWHERE (court métrage) de Heath Cullens : Woman
- 2011 : The Heartbreaker de Roberto Carminaty : Linda
- 2011 : Vaginal Scan (court métrage) de Joshua Funk : ?
- 2012 : More Than Stars de David Thayer : Iris
- 2012 : Hollywood Jack (court métrage) de Kevin J. Hynes : Gloria
- 2014 : Electric Slide de Tristan Patterson : Robin
- 2018 : Summer of 84 de François Simard, Anouk Whissell et Yoann-Karl Whissell : Brenda Woodworth
- 2020 : Une adoption dangereuse (Long Lost Sister) de Lisa France : Tina
- 2020 : The Tribe Murders (court métrage) de Dylan Mulick : Sadie

### Télévision

#### Séries télévisées
- 2004 : Ma famille d'abord (My Wife and Kids) : Sharon (saison 5, épisode 4)
- 2004 : Half and Half (Half & Half) : Shaunie (saison 3, épisode 5)
- 2008-2009 : House of Payne (en) : Mercedes Hernandez (11 épisodes)
- 2011 : Castle : Nadine Espinoza (saison 4, épisode 8)
- 2023 : Une famille vraiment Loud (The Really Loud House) : Principale Ramirez (saison 1, épisode 14)

#### Téléfilms
- 2011 : Un mari à louer (A Holiday Engagement) de Jim Fall : Lindsay
- 2015 : Kidnappée par mon oncle (Kidnapped: The Hannah Anderson Story) de Peter Sullivan : Colleen Ryan
- 2022 : Paloma's Flight de Lee Stanley : Rita Moses